# Onze-Lieve-Vrouw-ten-Hemelopnemingkerk (Vliermaalroot)

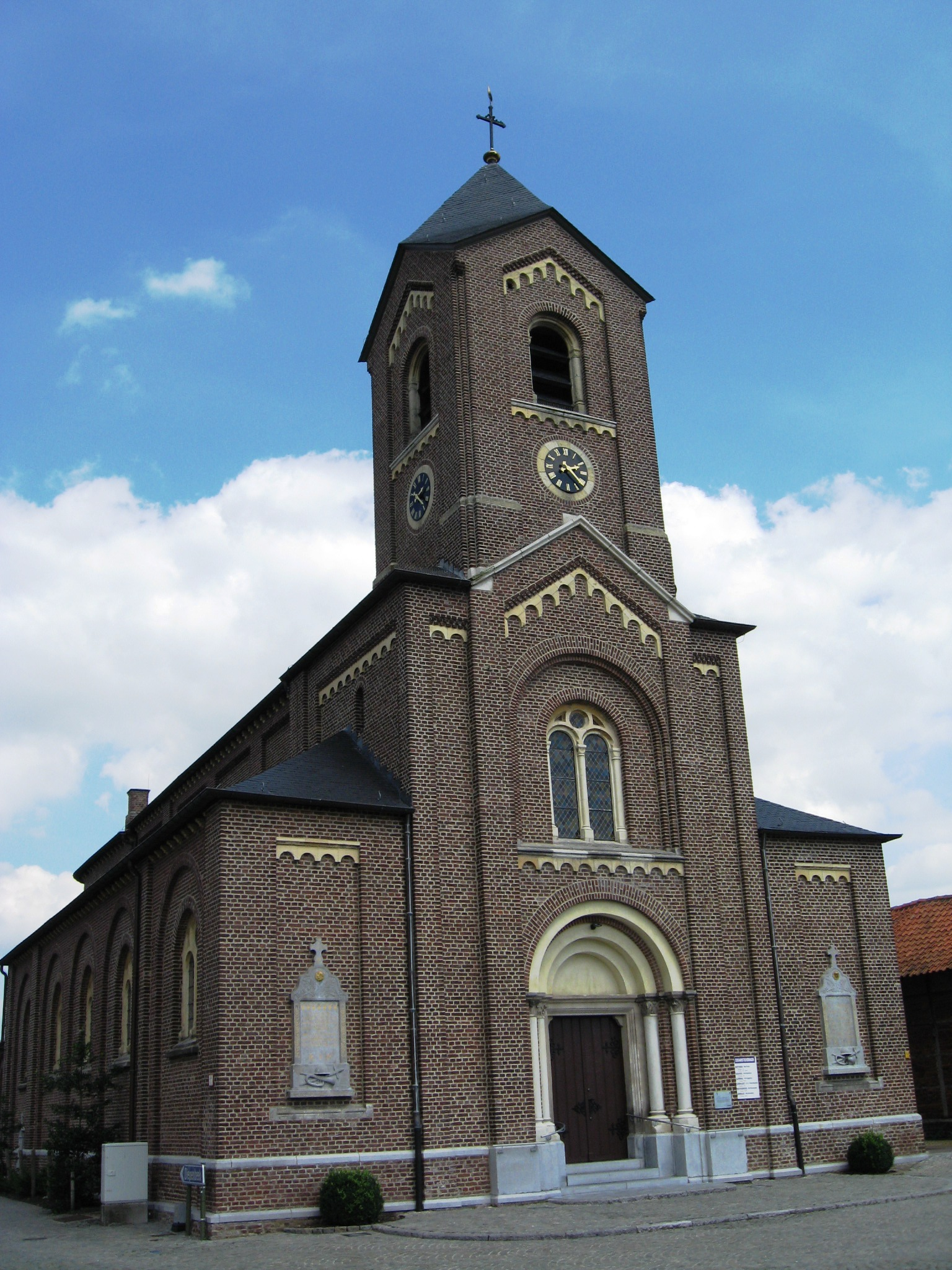
De dorpskerk van Vliermaalroot

De Onze-Lieve-Vrouw-ten-Hemelopnemingkerk (ook: Sint-Eligiuskerk) is de parochiekerk van Vliermaalroot, gelegen aan het Dorpsplein, in de Belgische provincie Limburg.

## Geschiedenis
Tot 1839 was Vliermaalroot afhankelijk van de parochie van Vliermaal. In 1847 werd Vliermaalroot echter een zelfstandige parochie. Op de plaats van de -in ieder geval reeds in de 18e eeuw bestaande- kapel werd een eclectisch bouwwerk gesticht onder architectuur van Herman Jaminé. Het heeft sterke neoromaanse kenmerken, doch er zijn ook neogotische elementen in verwerkt. De bouw vond plaats tussen 1863 en 1871, en de kerk werd ingewijd in 1878.
De driebeukige, bakstenen kerk heeft een ingebouwde westtoren met rombisch dak. Van belang zijn de, deels klimmende boogfriezen, uitgevoerd in mergelsteen.

## Interieur
De kerk bezit twee gepolychromeerde houten beelden, en wel een Madonna met Kind, staande op een halve maan (16e eeuw) en een Sint-Eligius (17e eeuw). In de doopkapel bevindt zich een midden-18e-eeuws portiekaltaar. Het hoofdaltaar, door Vincent Lenerz, is neoromaans (1897). Ook overig kerkmeubilair is goeddeels neogotisch of neoromaans en stamt uit eind 19e eeuw.